# Shōji Satō
Shōji Satō (jap. 佐藤 ショウジ Satō Shōji; ur. w prefekturze Ōita) – japoński mangaka i ilustrator. Był odpowiedzialny za projekty postaci i ilustracje do serii Highschool of the Dead. W przeszłości pracował jako asystent Kōshiego Rikudō, twórcy mangi Excel Saga.

## Twórczość
- Futari bocchi densetsu (jap. ふたりぼっち伝説) (2004)[3]
- Highschool of the Dead (jap. 学園黙示録 HIGHSCHOOL OF THE DEAD) (2006–2013, ilustrator)[4]
- Triage X (jap. トリアージX) (od 2009)[5]
- Fire Fire Fire (jap. FIRE FIRE FIRE トリプルファイヤー) (2008–2010)
  - Fire Fire Fire: Black Sword (2013)[6]
- Shinsō mahō shōjo Howling Moon (jap. 神装魔法少女ハウリングムーン) (2017–2021, ilustrator)[7]